# NGC 4088
NGC 4088 (también conocida como Arp 18) es una galaxia espiral de gran diseño. Esto significa que los brazos espiralados en el disco de la galaxia están claramente definidas. En luz visible, uno de los brazos espirales parece tener un segmento de conexión (como Messier 66). Halton Arp incluyó esta galaxia en el  Atlas de Galaxias Peculiares como uno de varios ejemplos donde ocurre este fenómeno.

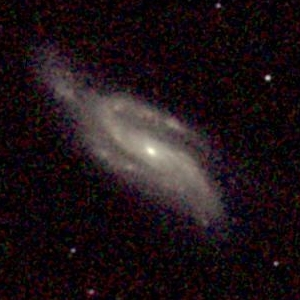
NGC 4088 por el 2MASS.

- Datos: Q1108899
- Multimedia: NGC 4088 / Q1108899